# 惡魔搬來了
是一部2025年上映的韓國悬疑喜劇片，由電影《極限逃生》導演李相槿執導，潤娥、安普賢、成東鎰与朱賢英主演，于2025年8月13日在韩国正式上映。

## 劇情概要
住在楼下的女人每到夜里都会被诅咒变成一个恶魔，第二天醒来后她完全不记得自己前一天晚上的所作所为；住在楼上的男人是小区里典型的无业游民，意外与陌生的楼下女邻居产生交集后爱上了她，并决心解开女邻居的诅咒。

## 演員陣容

### 主要人物
- 潤娥 飾演 鄭善智（童年：李孝妃）

白天是一个梦想着去法国留学、经营着合租普通面包店的平凡女子，但到了凌晨却会在不自觉中变身为可怕的恶魔。
- 安普賢 飾演 吉久

辞职后过着毫无波澜宅家生活的青年，偶然得知白天与夜晚判若两人的善智藏有秘密后，开始了每天凌晨守护她的艰难“兼职”之旅。尽管身形魁梧得几乎遮住了善智，但面对善智时总是一副胆怯模样。
- 成東鎰 飾演 鄭章洙

善智的父親，多年隐忍守护女儿的恐怖秘密，如今已达“出世”的境界。
- 朱玄英 飾演 鄭雅拉

善智的堂妹，个性和MZ世代一样奇特，白天烤面包、顾店、晚上还想泡夜店。

### 其他人物
- 高健汉 飾演 熙範，吉久的朋友。[11]
- 申譞洙 饰演 英植，试图接近善智的神秘男子。[12]

## 製作
2021年9月電影製作方宣布林潤娥、金宣虎擔任該片主演，同年10月金宣虎因私生活爭議退出，12月宣布安普賢出演男主角。导演李相槿出道作《極限逃生》的核心班底参与该片制作，包括制作人白贤益、摄影导演金一然、照明导演金民宰和美术导演蔡京善。该片原名《2點的約會》（2시의 데이트），2024年变更为《恶魔搬来了》（악마가 이사왔다）。

### 拍攝
該片原計劃2022年3月開拍，最終於2022年4月28日開機拍攝，8月中旬殺青。

## 发行
2022年10月，朱玄英出演电台节目时曾提及该片计划于2023年夏天上映。2025年6月23日发布预告海报和预告片，定于同年8月13日在韩国正式上映。